# I Hear the Sunspot
I Hear the Sunspot (jap. ひだまりが聴こえる, Hidamari ga Kikoeru) ist ein Boys-Love-Manga von Yuki Fumino, der von 2013 bis 2019 in Japan erschien und in mehrere Sprachen übersetzt wurde. 2017 erschien auch ein Film zum Manga.

## Handlung
Der ungestüme Taichi Sagawa sucht einen Nebenjob, um sein Studentenleben zu finanzieren, doch wird immer wieder abgewiesen, da er oft in Streitigkeiten gerät. Zufällig stolpert er über den schwerhörigen Kohei Sugihara, der jemanden sucht, der für ihn in Vorlesungen mitschreibt. So findet Taichi bei ihm einen Zuverdienst, den sich der gefräßige Junge oft in Form von Mittagessen bezahlen lässt, und die beiden verbringen viel Zeit miteinander. Taichi nimmt Kohei auch gegen Lästereien in Schutz und gerät so erneut in Streit mit anderen Studenten. Kohei hat den Kontakt zu anderen großteils aufgegeben, da er sich als Last für andere empfindet und es ihn stört, wenn er wegen seiner Behinderung anders behandelt wird. Vor allem Mädchen sind ihm oft zu aufdringlich. Taichi aber verhält sich ganz normal und seine laute Stimme kann Kohei gut verstehen. Ihm gelingt es schließlich auch, dass Kohei sich anderen etwas öffnet. Doch um Kohei zu schützen weist Taichi auch ein Mädchen ab, das ein Date mit Kohei will. Koheis Krankheit verschlimmert sich und droht ihm das Gehör irgendwann ganz zu nehmen. Er zieht sich wieder zurück und meidet den Kontakt zu Taichi, weil er Angst hat, auch ihn nicht mehr zu verstehen. Und er ist verunsichert, als er von Taichis Treffen mit dem Mädchen erfährt. Schließlich will Kohei den Kontakt ganz abbrechen und sich jemand anderen zum Mitschreiben suchen. Taichi aber lässt nicht nach und stellt Kohei zur Rede, warum er ihn und andere aus seinem Leben ausschließen will. Da gesteht ihm Kohei seine Liebe. Taichi will ihm noch immer helfen und ihm näherkommen. Und Kohei versucht, sich auch anderen stärker zu öffnen und ihre Hilfe anzunehmen.
An der Uni taucht mit Maya Okami eine schwerhörige Studentin auf, deren Tutor Kohei wird. Sie drängt sich zwischen die beiden und hält Taichis Verhalten gegenüber Kohei für nicht aufrichtig. Währenddessen hat Taichi das Gefühl, dass Kohei ihn nicht mehr braucht. So werden sich beide ihrer Gefühle unsicher und es kommt mehrfach zum Streit. Maya spricht dann gegenüber Kohei aus, dass sie seine Gefühle für Taich erkannt hat, er erklärt ihr, was er alles an ihm schätzt und sie gibt ihre Gefühle für Kohei auf, auch wenn sie ihre Abneigung gegenüber Taichi weiter pflegt. Der Kontakt zu den beiden hilft ihr aber auch, mit ihren eigenen Gefühlen und der schlechten Behandlung durch andere wegen ihrer Behinderung besser zurechtzukommen, da sie in Kohei jetzt jemanden kennt, dem es wie ihr geht. In der gleichen Zeit wird Taichi von Seishiro, dem Onkel von Maya, eingeladen in seiner Agentur Sign für Dienstleistungen für Gehörlose zu arbeiten. Vom Angebot und der Möglichkeit, Menschen wie Kohei helfen zu können, ist Taichi nach einigem Überlegen so überzeugt, dass er sein Studium für diese Gelegenheit abbricht. Seine Beziehung zu Kohei wird damit erneut auf eine Probe gestellt, da ihre Treffen an der Uni wegfallen und sie sich wieder entfremden. Auch fällt Taichi die Einarbeitung in der Agentur schwer – der ihm einarbeitende Chiba ist oft unzufrieden mit seiner Arbeit – sodass er wenig Zeit hat und sie sich monatelang nicht sehen. Als sie sich dann zufällig wieder begegnen, sind beide zunächst distanziert. Doch dann erkennen sie und gestehen sich gegenseitig, dass sie sich noch immer lieben. Sie wollen eine Beziehung führen, auch wenn Taichi körperliche Nähe zunächst schwerfällt, was Kohei immer wieder an dessen Gefühlen zweifeln lässt.
Erstmals wird Taichi mit zu einem Workshop genommen, bei dem Mitarbeitern einer Firma der Umgang mit Gehörlosen gelehrt wird. Doch Chiba ist auch hier streng zu ihm, so verbietet er Taichi, der gehörlosen Teilnehmerin zu helfen. Auch wenn er einsieht, dass es zu ihrem Besten ist, fällt es ihm schwer, zumal Chiba wie immer sehr grob mit ihm umgeht. Als Taichi Hilfe braucht, ist Chiba aber überraschend fürsorglich. Währenddessen besuchen Maya und Kohei einen Futsal-Klub für Gehörlose, wo sie den lebhaften Ryu treffen. Kohei kommt mit dessen schneller Gebärdensprache kaum mit, da er sie selbst erst seit kurzem lernt. Der seit Geburt gehörlose Ryu macht den beiden schnell klar, dass er Hörende generell meidet und gar nicht zu ihnen gehören will. Er sieht keinen Nachteil darin, nicht hören zu können. Auch Hörgeräte oder Cochlea-Implantate, wie sie Kohei angeboten wurden, lehnt er strikt ab. Daher hat er auch mit anderen Gehörlosen eine eigene Firma gegründet, die Spiele entwickelt. Kohei weiß nicht, wie er mit Ryus Ansichten umgehen soll. Als Taichi dann vom Workshop zurückkommt, muss Kohei sich jedoch erst um ihn kümmern: Sein Großvater musste mit einer Blinddarmentzündung ins Krankenhaus. Zwar geht es ihm schon besser, aber Taichi hat noch immer Angst um ihn. Er erzählt, wie er von seinem Großvater aufgenommen wurde, als seine Eltern sich trennten, und dass der ihn ganz allein großgezogen hat. Nun findet er Trost bei Kohei. Als Ryu erfährt, dass Kohei mit einem Hörenden zusammen ist, fordert er ihn auf, die Beziehung aufzugeben und seine Gehörlosigkeit zu akzeptieren. So entwickelt Kohei langsam selbst Zweifel, ob er mit Taichi zusammen sein sollte, oder er ihm auf Dauer nicht nur eine Last ist. Auch hat er den Eindruck, dass Taichi nur um für ihn bei Sign anzufangen, sein Studium abgebrochen hat. Zugleich wird er eifersüchtig auf Chiba, von dem Taichi immer wieder erzählt, weil er zwar streng ist, aber auch zu seinem Vorbild geworden ist.
Durch Zufall treffen Taichi, Kohei, Chiba und Ryu aufeinander, sodass herauskommt, dass Ryu der kleine Bruder von Chiba ist. Bald darauf besuchen sie gemeinsam die Präsentation eines von Ryus Firma entwickelten Spiels, wo vor allem Gehörlose sind. Als sich einige von ihnen über Taichi lustig machen, verlässt Kohei mit seinem Freund stürmisch die Veranstaltung und Ryu schlägt den, der Taichi beleidigt hat. Da Kohei den Grund, wie alles was ihn belastet, von Taichi fernhalten will, zerstreiten sich die beiden. Taichi bemerkt daraufhin, dass er Kohei oft von seinen Bemühungen auf Arbeit erzählt hat, ohne daran zu denken, dass der sich dafür schuldig fühlen könnte. Als sich Ryu und Kohei einige Zeit darauf treffen, stellten sie fest, dass sie beide Angst haben, den ihnen nahe stehenden zu viel aufzubürden: Während Kohei alle Probleme von seinem Freund fernhalten will, hat Ryu sich von seinem Bruder und schließlich von vielen anderen Hörenden um sich herum distanziert. Kohei ist sich unsicher, wie es mit ihm und Taichi weitergehen soll, und geht erneut auf Abstand. Schließlich kann Ryu sich überwinden, sich für seinen Angriff während der Spielepräsentation entschuldigen kann und damit seine Firma retten. Er spricht sich mit Chiba aus, der ihm erzählt, dass sein Bruder zwar der Anlass war, Gebärdensprache zu lernen, aber er seinen weiteren Weg aus eigenem Antrieb und Begeisterung für Gebärdensprache gegangen ist. Nach einiger Zeit, einem Treffen mit Taichis Großvater und einer erneuten Konfrontation mit Taichi, der ihm gesteht, wie viel sein Freund ihm bedeutet, kommt Kohei mit seinen Gefühlen ins Reine und will für immer mit Taichi zusammen sein.

## Veröffentlichungen
Der Manga erscheint in Japan seit 2013 beim Verlag France Shoin im Magazin Canna. Es war das Debüt der Zeichnerin Yuki Fumino. Im August 2014 wurde die Serie zunächst abgeschlossen und im Oktober 2014 ein Sammelband veröffentlicht. Von April 2015 bis Februar 2016 erschien die Fortsetzung Hidamari ga Kikoeru: Kōfuku-ron (ひだまりが聴こえる ―幸福論―), die im Mai 2016 in einem Sammelband erschien. Ab Oktober 2016 erschien in Canna dann Hidamari ga Kikoeru: Limit (ひだまりが聴こえる ―リミット―), bis zum Abschlusskapitel im Dezember 2019. Limit umfasste schließlich drei Bände. Im Dezember 2020 startete eine weitere Fortsetzung, die bisher zwei Sammelbände umfasst.
Die Serie erscheint seit Oktober 2018 auf Deutsch bei Carlsen Manga in bisher sieben Bänden. One Peace Books bringt sie auf Englisch heraus, Flashbook Edizioni auf Italienisch und Milky Way Ediciones auf Spanisch. Sharp Point Press veröffentlichte den ersten Band auf Chinesisch.
Am 24. Juni 2017 kam ein Film zum Manga in die japanischen Kinos. Bei der Produktion führte Daisuke Kamijō Regie und die Hauptrollen übernahmen Hideya Tawada als Kohei Sugihara und Akira Onodera als Taichi Sagawa.

## Rezeption
Der dritte Band – der erste von Limit – verkaufte sich in der ersten Woche über 16.000 Mal in Japan, der zweite dann über 20.000 Mal in der ersten Woche.
Die Anglistin Corinna Barrett Percy analysierte den Manga unter dem Gesichtspunkt der Intersektionalität der Diskriminierung von Gehörlosen und Homosexuellen in Japan, in dessen noch immer nach Konformität strebender Gesellschaft beide Gruppen oft ausgeschlossen werden. Anhand der in unterschiedlichem Maße von Gehörlosigkeit betroffenen Protagonisten erzähle Yuki Fumino über deren unterschiedliche Erfahrungen und Umgang mit der Behinderung und entsprechende Identitätsbildung. Kohei wird durch Taichi aus seiner Zurückgezogenheit geholfen, da dieser Kohei erstmals nicht nur auf seinen Hörverlust reduziert, ihn als gleichwertigen Menschen anerkennt und kennenlernen will, während andere von Kohei erwarten, dass er sich ihren Erwartungen und Rollenvorstellungen an Gehörlose anpasst, ihm Übertreibung oder eigene Schuld unterstellen oder ihre Interaktion mit ihm auf die Hilfestellung für einen vermeintlich völlig Hilflosen reduzieren. Durch Taichis Akzeptanz kann Kohei auch selbst seine Identität akzeptieren, die sich zudem durch seinen späten Hörverlust zwischen der Gemeinschaft der Gehörlosen und der übrigen Gesellschaft befindet. Danach kann Kohei sich auch mit seiner Sexualität auseinandersetzen und diese dank Taichi akzeptieren. Die später hinzustoßende Maya nimmt eine ähnliche Rolle wie Kohei zu Beginn ein. Sie lehnt die Einmischung Nicht-Behinderter ab und glaubt nicht, dass diese sie verstehen können. Zugleich versucht sie alle Erwartungen ihrer Umgebung zu erfüllen und ihre Behinderung zu verbergen. Sie stehe stellvertretend für Gehörlose, deren Konflikt mit ihrer Identität ihre Kommunikationsfähigkeit mit anderen Menschen einschränke. Auch für sie werde Taichi zu einer Brücke zu Identitätsbildung und zur Gesellschaft der Hörenden. Schließlich wird der Charakter Ryu eingeführt, der sich als von Geburt Gehörloser in dieser Gemeinschaft isoliert hat und Verbindungen zu Hörenden sowie Hilfsmittel ablehnt. Mit ihm werden Konflikte innerhalb der Gehörlosen, um Integration, Anpassung oder Isolation, abgebildet sowie die Individualität der durch jeden Gehörlosen darauf zu findenden Antworten verdeutlicht.
Die thematisierten Konflikte und die Emotionen der Protagonisten, so Percy, würden unterstützt durch das Layout und die Inszenierung der Zeichnungen. Zum Titel bemerkt sie, dass Taichi der titelgebende Sonnenstrahl sei, den Kohei immer hören könne und der sein bis dahin dunkles Leben erhellt habe. Taichis laute, immer zu Kohei durchdringende Stimme werde im Laufe der Handlung zum Symbol für Taichis Offenheit und Akzeptanz, die er Kohei entgegenbringt, sowie für die Gefühle die beide teilen.